# شياكووفتسي
شياكووفتسي (بالبلغارية: Читаковци)‏ قرية تقع إدارياً ضمن مقاطعة غابروفو في بلغاريا. ويبلغ عدد سكانها 5 نسمة حسب تعداد 15 مارس 2015. تعتمد شياكووفتسي للبريد على الرمز البريدي 5300.